# I. Ferdinánd nápoly–szicíliai király
I. Ferdinánd (Nápoly, Nápolyi Királyság, 1751. január 12. – Nápoly, Két Szicília Királysága, 1825. január 4.), Két Szicília királya 1816 decemberétől 1825 januárjában bekövetkezett haláláig. Ezt megelőzően 1759-től volt Nápoly királya IV. Ferdinánd és Szicília királya III. Ferdinánd néven. Kétszer is megfosztották nápolyi trónjától: elsőként 1799-ben hat hónapra, amikor is kikiáltották a Parthenopéi Köztársaságot, majd másodjára Napóleon császár csapatai 1806 és 1815 között.
Ferdinánd volt VII. Károly nápolyi király (V. Károly néven szicíliai király is volt), és Szászországi Mária Amália harmadik fia. 1759 augusztusában apja Spanyolország királya lett, ám mivel nem viselhette mindhárom ország koronáját, így azon év októberében lemondott nápolyi és szicíliai királyi címeiről. Mivel Károly elsőszülött fiát, Calabria hercegét imbecillitás okán kizárták az öröklésből, második legidősebb fia, Károly pedig a spanyol trón örököse lett, így a két itáliai ország koronája az akkor nyolc esztendős Ferdinándra szállt. A kisgyermek helyett egy régensi tanács kormányzott Bernardo Tanucci vezetésével.
1768-ban összeházasodott Mária Karolinával, Mária Terézia császárné második legfiatalabb leányával – korábban két másik leányának, Mária Johannának, majd Mária Jozefának volt a jegyese. 1772-ben született első gyermekük, Mária Terézia Karolina, majd 1775-ben megszületett első fiuk, Károly. A trónörökös születését követően felesége bekerült az országok irányítását végző titkos tanácsba, amelynek hamar átvette vezetését. A politikailag gyengekezű Ferdinánd helyett így de facto Mária Karolina és minisztere, Sir John Acton uralkodott a felvilágosult abszolutizmus jegyében.
A francia forradalom során kivégezték Ferdinánd unokatestvérét, XVI. Lajost, valamint sógornőjét, Marie Antoinette királynét. Felesége, aki közeli kapcsolatban állt húgával, mindent megtett a Francia Köztársaság mielőbbi bukásáért, így csatlakozott a Napóleon tábornokkal szembeni első koalícióhoz is. 1798-ban azonban a francia csapatok bevették Nápolyt, ahová csak a következő évben térhettek vissza, miután Ruffo bíboros vezetésével leverték a köztársaságiakat. 1806-ban ismét elvesztették az országot: Napóleon előbb öccsét, Joseph Bonapartét, majd sógorát, Joachim Muratot tette meg nápolyi királynak. A napóleoni háborúkat lezáró bécsi kongresszust követően Ferdinánd visszakapta országait, majd 1816 decemberében egyesítette az addig perszonálunióban kormányzott két államot Két Szicília Királysága néven.

## Életrajza

### Gyermekkora

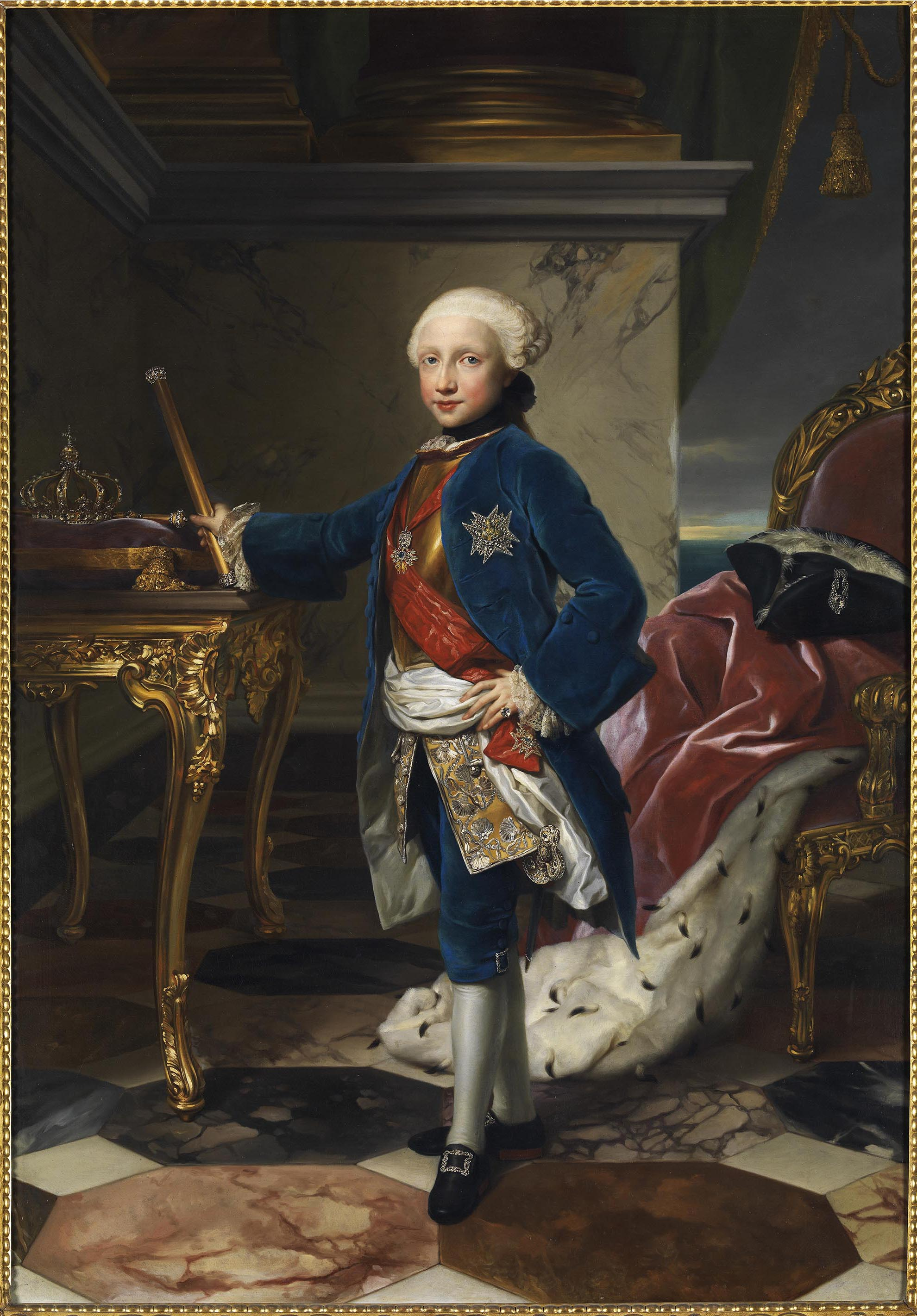
A kilenc éves Ferdinánd 1760-ban, immáron nápolyi és szicíliai királyként Anton Raphael Mengs portréján (Prado)

Ferdinánd herceg 1751. január 12-én született Nápolyban. Gyermekkorát az apja által építtetett Capodimonte-palotában, valamint a portici és a casertai királyi palotákban töltötte. Teljes neve spanyolul: Ferdinando Antonio Pasquale Giovanni Nepomuceno Serafino Gennaro Benedetto volt.
Apja, a születésekor VII. Károly néven nápolyi (valamint V. Károly néven szicíliai) király révén a spanyol Bourbon-ház tagjaként született. Édesanyja, Mária Amália királyné révén pedig a szász választófejedelmekkel és az osztrák Habsburgokkal állt rokonságban. Elsőfokú unokatestvérei voltak Lajos Ágost dauphin (a későbbi francia király) és testvérei, Provence grófja és Artois grófja (ők a napóleoni háborúkat követően szintén francia királyok lettek).
Ferdinánd volt szülei kilencedik gyermeke, egyben harmadik fia. Eredetileg második legidősebb fivérétől, Károlytól várták, hogy idővel a nápolyi és a szicíliai trónt örökölje. Azonban nagybátyjuk, VI. Ferdinánd spanyol király 1759 nyarán fiúörökös nélkül hunyt el, ezért apjuk lett az új spanyol király, Károly herceg pedig apjukkal együtt a Spanyol Birodalomba utazott, hogy immáron spanyol trónörökösként Asztúria hercege váljon belőle. Így lett Ferdinánd Nápoly és Szicília Királyságainak uralkodója mindössze kilenc esztendős korában – legidősebb bátyját, Fülöpöt elmebetegsége miatt zárták ki a trónöröklésből. Az ifjú király mellé régensi tanácsot neveztek ki a toszkán Bernardo Tanucci vezetésével. A tehetséges és ambiciózus Tanucci a kormányzást a lehető legnagyobb mértékben és legtovább a saját kezében akarta tartani, így a fiatal király oktatását szándékosan elhanyagolta, csak az élvezetekre és a szabadtéri tevékenységekre redukálta azt.

### Nápoly és Szicília királya

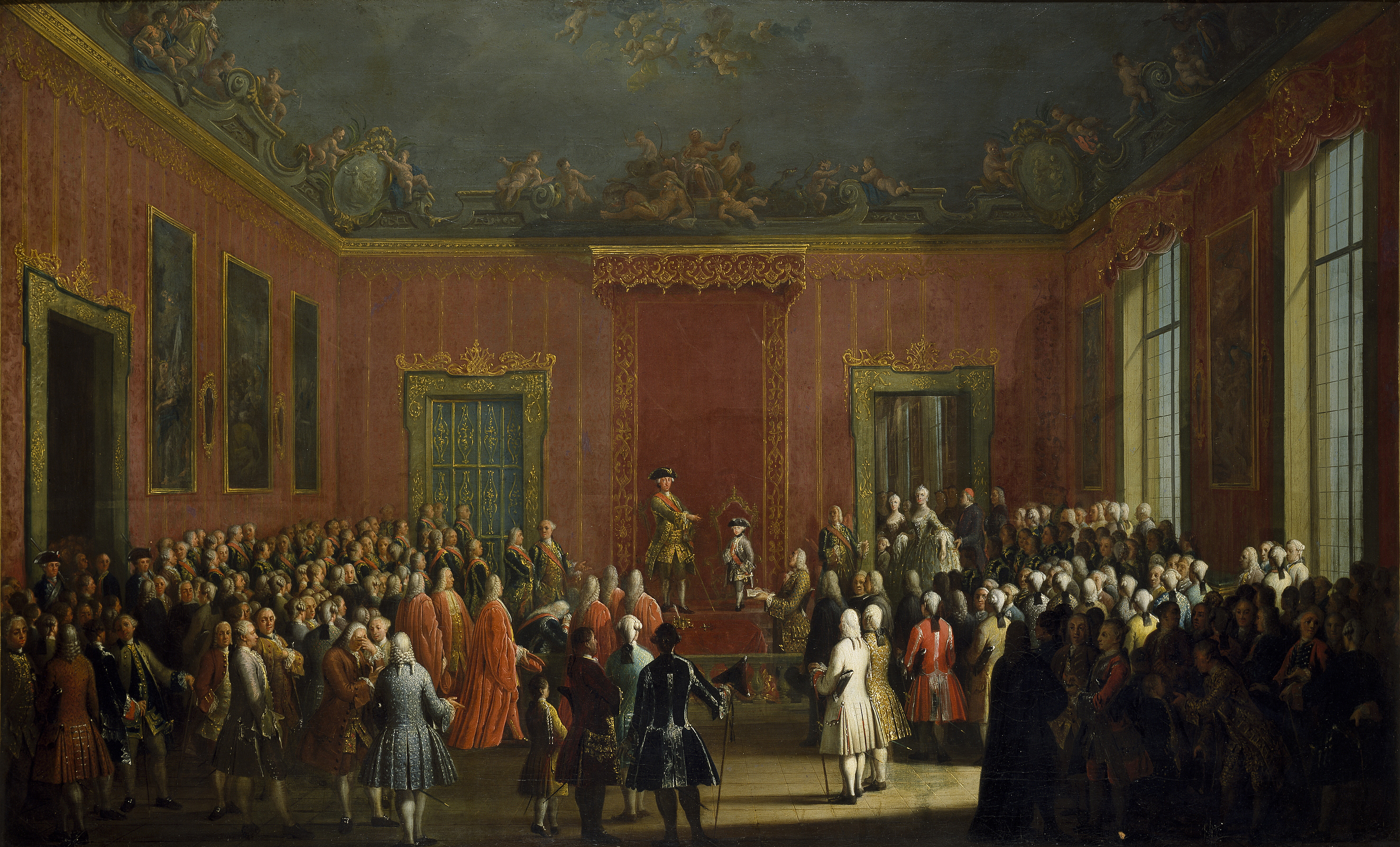
Apja, immáron III. Károly spanyol király lemondása a nápolyi és szicíliai trónról Ferdinánd javára a casertai királyi palotában, 1759. október 6-án

Ferdinánd kiskorúsága 1767-ben véget ért, a régensi tanács nélkül hozott első döntése pedig a jezsuiták kiűzése volt királyságaiból. A következő évben feleségül vette Mária Terézia császárné második legfiatalabb leányát, Mária Karolina főhercegnőt.

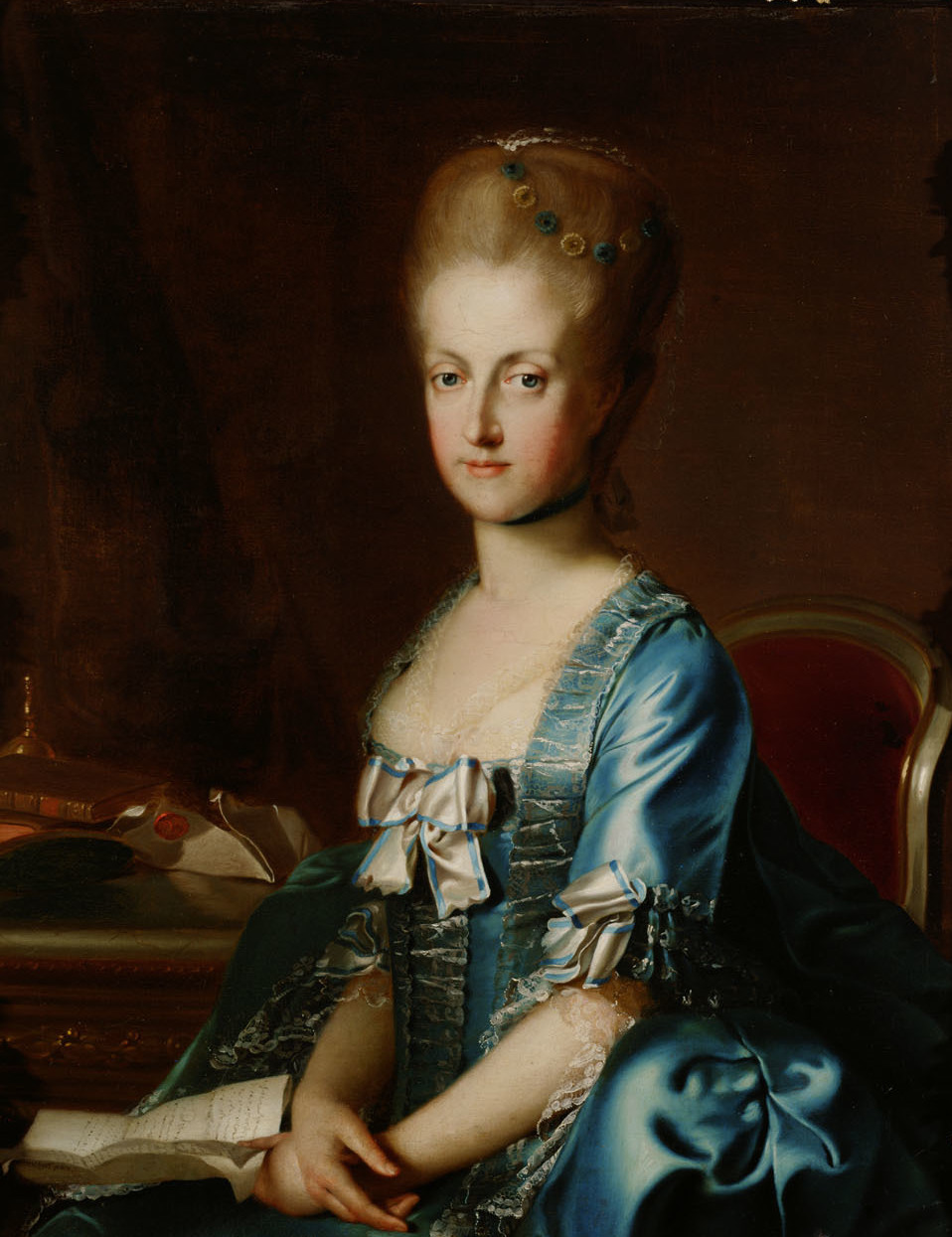
Az ifjú Mária Karolina királyné nem sokkal a királyságba érkezését követően 1768-ban (Georg Weikert, Bécsi Szépművészeti Múzeum)

A házassági szerződés értelmében a királyné csak első fiúgyermeke születését követően vehetett részt az államtanácsban és szólhatott bele a döntések alakulásába. Mária Karolina nem is habozott, hogy mielőbb igénybe tudja venni egyetlen politikai befolyásszerzési eszközét: 1772-ben szülte meg első gyermeküket, egy leányt, aki nagyanyja után a Mária Terézia nevet kapta; majd 1775-ben, harmadik gyermekként született meg első fiuk, Calabria hercege. Őt további tizenhárom gyermek követett, köztük további öt fiú. A bőséges gyermekáldás ellenére feleségével való kapcsolata nem volt harmonikus, ami főleg gyökeresen eltérő személyiségükből és a hatalomhoz való viszonyulásukból fakadt.
Tanuccit, aki mindent megtett, hogy meghiúsítsa az új királyné ambícióinak érvényesülését, 1777-ben elküldték az udvarból. Az angol Sir John Acton, akit 1779-ben tettek meg a haditengerészet élére – elnyerte Mária Karolina tetszését. Acton támogatta a királyné azon tervét, hogy Nápolyt és Szicíliát minél jobban kivonják a spanyol korona befolyása alól. Mivel ezt sikeresen elérték, így a királyságok immáron a Habsburg Birodalom és Nagy-Britannia felé kezdtek orientálódni. Mivel Ferdinándot nem érdekelték az államügyek, ezért a kormányzást az ambiciózus Mária Karolina és de facto minisztere, Sir Acton végezte, aki a királyné legfőbb bizalmasává lépett elő.

## Házassága, gyermekei
1768-ban feleségül vette Mária Karolina Lujza osztrák főhercegnőt (1752–1814), I. (Lotaringiai) Ferenc német-római császár és Mária Terézia osztrák uralkodó főhercegnő, magyar és cseh királynő leányát.
18 gyermekük született, de csak heten érték meg a felnőttkort. 
1. Mária Terézia Karolina hercegnő (1772–1807), aki 1790-ben feleségül ment II. Ferenc német-római császárhoz, magyar és cseh királyhoz (1804-től I. Ferenc néven osztrák császár).
2. Lujza Mária Amália hercegnő (1773-1802), aki Ferenc császár öccséhez, Habsburg-Toscanai Ferdinánd József János főherceghez (1769–1824), a későbbi III. Ferdinánd toszkánai nagyherceghez ment feleségül.
3. Károly Titusz Ferenc Gennaro, Calabria hercege (1775–1778), kisgyermekként meghalt.
4. Mária Anna Jozefina (Giuseppina) hercegnő (1776–1780), kisgyermekként meghalt.
5. Ferenc Januárius (Gennaro), Calabria hercege (1777–1830), 1778-tól trónörökös, 1830-tól I. Ferenc néven nápoly–szicíliai király.
6. Mária Amália hercegnő (1779–1783), kisgyermekként meghalt.
7. Mária Krisztina Amália Terézia hercegnő (1779–1849), aki Károly Félix szárd–piemonti királyhoz, Savoya hercegéhez (1765–1831) ment férjhez.
8. Gennaro Károly Ferenc herceg (1780–1789), gyermekként meghalt.
9. József Catello Gennaro herceg (1781–1783), kisgyermekként meghalt.
10. Mária Amália Terézia hercegnő (1782–1866), aki Orléans-i Lajos Fülöp francia királyhoz (1773–1850) ment feleségül.
11. Mária Krisztina (*/†1783), születésekor meghalt.
12. Mária Antonietta Terézia hercegnő (1784–1806), aki VII. Ferdinánd spanyol király (1784–1833) első felesége lett.
13. Mária Klotild Terézia hercegnő (1786–1792), gyermekként meghalt.
14. Henrietta (Enrichetta) Mária Kárméla hercegnő (1787–1792), kisgyermekként meghalt.
15. Károly Gennaro Ferenc herceg (1788–1789), kisgyermekként meghalt.
16. Lipót János József herceg (1790–1851), Salerno hercege, aki 1816-ban unokahúgát, Mária Klementina főhercegnőt (1798–1881), I. Ferenc császár leányát vette feleségül.
17. Albert Fülöp Maria herceg (1792–1798), gyermekként meghalt.
18. Mária Erzsébet Terézia hercegnő (1793–1801), gyermekként meghalt.

Feleségének halála után, 1814. november 27-én Ferdinánd király ismét megnősült. Morganatikus házasságot kötött Lucia Migliaccióval, Floridia hercegnőjével (1770–1826), III. Benedetto Grifeónak, Partanna hercegének özvegyével. Gyermekeik nem születtek. 1825 elején, 74 éves korában, Nápolyban hunyt el.

## Fordítás
- Ez a szócikk részben vagy egészben  a   Ferdinand I. (Sizilien) című német Wikipédia-szócikk fordításán alapul.  Az eredeti cikk szerkesztőit annak laptörténete sorolja fel. Ez a jelzés csupán a megfogalmazás eredetét és a szerzői jogokat jelzi, nem szolgál a cikkben szereplő információk forrásmegjelöléseként.

}}
| I. Ferdinánd Bourbon-ház, nápoly–szicíliai ág Született: 1751. január 12. Elhunyt: 1825. január 4. |                                                           |                     |
| |                                                           |                     |
| Előző új titulus                                                                                   | Két Szicília királya 1816. december 12. – 1825. január 4. | Következő I. Ferenc |